# Саборна црква у Вршцу
45° 07′ 10″ N 21° 17′ 43″ E / 45.11944° С; 21.29528° И
Саборна црква Светог Николе у Вршцу је главни и највећи православни храм у Вршцу, смештен уз седиште владичански двор Банатске епархије Српске православне цркве. Саборна црква у Вршцу је средишња црква епархије.

## Историјат
Саборна црква у Вршцу грађена је у раздобљу 1728-1785, у време владике Николе Димитријевића. Иконостас је сликао Павел Ђурковић, а Аксентије Марковић је обавио дрворезбарске радове. Зидне слике и свод сликали су Симеон Јакшић и Михајло Поповић. Никола Нешковић творац је целивајућих икона. 
Један од најцењенијих сликара са ових простора Паја Јовановић поклонио је храму две изузетно вредне, у уметничком и естетском погледу, слике, „Свети Никола спасава осуђенике“ и „Света Ангелина“.

## Крипте
У криптама цркве сахрањене су следеће владике: 
- Јосиф Јовановић Шакабента (1805),
- Петар Јовановић Видак (1818),
- Емилијан Кенгелац (1885),
- Нектарије Димитријевић (1895),
- Георгије Летић (1933),
- Викентије Вујић (1939) и
- Висарион Костић (1979).